# Mount Don Pedro Christophersen
Mount Don Pedro Christophersen ist ein massiger, größtenteils vereister, gegiebelter und 3765 m hoher Berg im westantarktischen Marie-Byrd-Land. Er überragt die Wasserscheide zwischen den Kopfenden des Axel-Heiberg- und des Cooper-Gletschers im Königin-Maud-Gebirge.
Der norwegische Polarforscher Roald Amundsen entdeckte ihn im November 1911 im Verlauf seiner Südpolexpedition (1910–1912) und benannte ihn nach Peter „Don Pedro“ Christophersen (1845–1930), einem aus Norwegen stammenden argentinischen Sponsor der Expedition.